# Secamone sparsiflora
Secamone sparsiflora är en oleanderväxtart som beskrevs av J. Klackenberg. Secamone sparsiflora ingår i släktet Secamone och familjen oleanderväxter. Inga underarter finns listade i Catalogue of Life.